# Espen-Zahnspinner

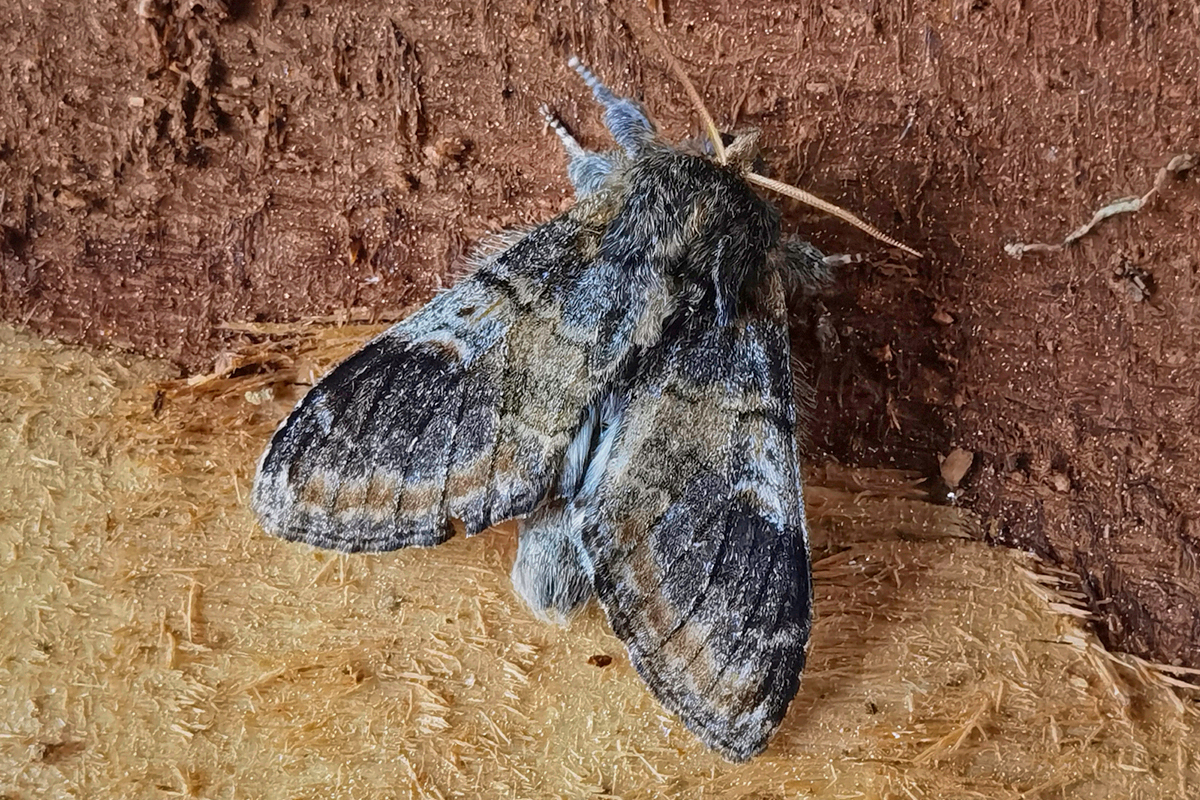
Espen-Zahnspinner (Notodonta tritophus)

Der Espen-Zahnspinner (Notodonta tritophus) ist ein Schmetterling (Nachtfalter) aus der Familie der Zahnspinner (Notodontidae).

## Merkmale
Die Falter erreichen eine Flügelspannweite von 45 bis 52 Millimetern. Sie haben dunkelgraue Vorderflügel mit weißen Schattierungen am oberen Vorderflügelrand. Ebenso charakteristisch ist die rotbraune Befleckung hinter dem Apex. In der Mitte des Vorderflügelinnenrandes tragen sie einen dunklen, am Rand bewimperten zahnartigen Fortsatz, der in der Ruheposition über dem Rücken nach oben steht. Die Hinterflügel sind weiß-grau. 
Die Raupen werden bis zu 45 Millimeter lang und haben im Brustabschnitt drei auffällige Höcker. Die Färbung ist sehr variabel und reicht von hellem Braun über violett bis hin zu völlig schwarzen Formen. Das Afterhorn schimmert vor allem bei den älteren Raupen in rotgoldenen Tönen.

## Vorkommen
Die Tiere kommen in ganz Europa, bis nach Zentralasien vor, sind jedoch nicht häufig und die Bestände insgesamt stark rückläufig. Sie leben in lichten Laubwäldern an sonnigen Hängen, warmen Aumischwäldern, Lichtungen und in Parks.

## Lebensweise
Die nachtaktiven Falter sitzen tagsüber mit dachförmig aufgestellten Flügeln auf Baumrinde und sind durch ihre Tarnung, die ein Stück Rinde imitiert, nur schwer zu erkennen. Männchen und Weibchen lassen sich durch künstliches Licht locken, wobei die Weibchen schon kurz nach der Dämmerung aktiv sind und die Männchen erst nach Mitternacht auftreten.

### Flug- und Raupenzeiten
Die Falter fliegen in zwei Generationen von Ende April bis Anfang Juni sowie von August bis September. Die Raupen findet man von Juni bis September.

### Nahrung der Raupen
Die Raupen ernähren sich vorwiegend von den Blättern von Zitterpappel (Populus temula), aber auch von Sal-Weide (Salix caprea) und Hänge-Birke (Betula pendula).

## Entwicklung
Die Weibchen legen ihre matten blaugrünen Eier einzeln oder in kleinen Gruppen an die Blattoberseite der Futterpflanzen. Die daraus schlüpfenden Raupen fressen die Blätter unverkennbar von der Spitze beginnend beidseits der unversehrt bleibenden Mittelrippe, auf der sie mit dem Hinterteil zur Blattspitze hin sitzen. Ältere Raupen findet man hingegen meist auf Ästen oder am Blattstiel. Sie verpuppen sich am oder im Boden in einem lockeren weißen Kokon, wobei die zweite Generation als Puppe überwintert. Die Puppe selbst ist dunkelbraun.